# Жеков Максим Петрович
Макси́м Петро́вич Же́ков (1985—2014) — молодший лейтенант МВС України, учасник російсько-української війни.

## Короткий життєпис
Народився 1985 року в Севастополі, виріс у Олександрівці, вчився в місцевій школі. У 2002 році він закінчив Олександрівську ЗОШ. 2008 року закінчив Національну юридичну академію України імені Ярослава Мудрого — правознавець. З 2013 року займав посаду завідувача сектору правової допомоги Фонду соціального захисту інвалідів України в Херсонській області.
У червні 2014 зголосився добровольцем і став старшим інспектором взводу батальйону патрульної служби міліції особливого призначення «Херсон».
Загинув 26 серпня 2014 року у часі боїв під Іловайськом. Тоді ж полягли Прокуратов Максим Борисович; Савченко Василь Іванович; Хорольський Антон Петрович; згодом від поранень помер Савчук Андрій Вікторович.
Похований у Херсоні — згодом перепохований в селі Олександрівка (Білозерський район, Херсонська область). Вдома лишилася сестра Інна.

## Нагороди та вшанування
- 14 листопада 2014 року за особисту мужність і героїзм, виявлені у захисті державного суверенітету та територіальної цілісності України, вірність військовій присязі під час російсько-української війни, відзначений — нагороджений орденом «За мужність» III ступеня (посмертно).
- На початку лютого 2015-го в Олександрівській школі на пошанування Жекова встановлено пропам'ятну дошку.[1]
- Його портрет розміщений на меморіалі «Стіна пам'яті полеглих за Україну» у Києві: секція 3, ряд 3, місце 18
- Вшановується 26 серпня на щоденному ранковому церемоніалі вшанування українських захисників, які загинули цього дня у різні роки внаслідок російської збройної агресії[2]
- Іловайський Хрест (посмертно)